# Ortrun Enderlein
Ortrun Enderlein (Trünzig, 1º dicembre 1943) è un'ex slittinista tedesca orientale, vincitrice di una medaglia d'oro ai Giochi olimpici ad Innsbruck 1964. Dopo la riunificazione della Germania (1990), acquisì la cittadinanza tedesca.

## Biografia
Fu protagonista, insieme alle altre compagne della squadra DDR Anna-Maria Müller ed Angela Knösel, del più grande scandalo sportivo legato al mondo dello slittino. Il fatto avvenne durante i Giochi olimpici di Grenoble 1968, mentre si stava disputando la terza manche del singolo femminile i giudici di gara constatarono che i pattini delle slittiniste della Germania Est erano stati riscaldati (quest'ultima pratica proibita che rende minore l'attrito delle lame sul ghiaccio) e, dopo aver fatto loro disputare la discesa, decisero di squalificarle dalla manifestazione.
Prese parte a due edizioni dei Giochi olimpici invernali: ad Innsbruck 1964 vinse la medaglia d'oro nel singolo ed a Grenoble 1968, come detto, venne squalificata.
Ai campionati mondiali ottenne due medaglie d'oro nel singolo a Davos 1965 e ad Hammarstrand 1967.
Ritiratasi dalle competizioni nel 1969, iniziò a lavorare come ingegnere. Da quello stesso anno e fino alla riunificazione tedesca è stata membro del comitato olimpico nazionale della DDR.

## Palmarès

### Olimpiadi
- 1 medaglia:
  - 1 oro (singolo ad Innsbruck 1964).

### Mondiali
- 2 medaglie:
  - 2 ori (singolo a Davos 1965; singolo ad Hammarstrand 1967).